# Minkowicze (obwód witebski)
Minkowicze (biał. Мінкавічы; ros. Минковичи) – wieś na Białorusi, w obwodzie witebskim, w rejonie brasławskim, w sielsowiecie Opsa.

## Historia
W dwudziestoleciu międzywojennym kolonia leżała w Polsce, w województwie nowogródzkim (od 1926 w województwie wileńskim), w powiecie brasławskim, w gminie Dryświaty.
Według Powszechnego Spisu Ludności z 1921 roku zamieszkiwały tu 62 osoby, 6 było wyznania rzymskokatolickiego, a 56 staroobrzędowego. Jednocześnie 6 mieszkańców zadeklarowało polską przynależność narodową, a 56 rosyjską. Było tu 10 budynków mieszkalnych. W 1931 zamieszkiwało tu 80 osób w 13 budynkach.
Miejscowość należała do parafii rzymskokatolickiej i prawosławnej w Dryświatach. Podlegała pod Sąd Grodzki w Brasławiu i Okręgowy w Wilnie; właściwy urząd pocztowy mieścił się w Dryświatach.